# Claudia Desgranges
Claudia Desgranges (* 17. November 1953 in Frankfurt am Main) ist eine deutsche Malerin und Installationskünstlerin. Sie ist beeinflusst vom abstrakten Expressionismus und der Farbfeldmalerei, greift aber auch Elemente des Informel und des amerikanischen Minimalismus auf.

## Leben
Claudia Desgranges studierte von 1978 bis 1984 Malerei an der Kunstakademie Düsseldorf, Abteilung Münster. Von 1983 bis 1993 unterrichtete sie an der Westfälischen Wilhelms-Universität in Münster Malerei. 1988 erhielt sie Förderung von der Stiftung Kunstfonds. 2014 erhielt Claudia Desgranges ein Stipendium der Pollock-Krasner Foundation. Desgranges ist Mitglied im Deutschen Künstlerbund und im Westdeutschen Künstlerbund. 2022 erhielt Claudia Desgranges finanzielle Förderung von der Pollock-Krasner Foundation. Die Künstlerin lebt in Köln und München.

## Künstlerisches Werk
Claudia Desgranges erforscht in ihrer gegenstandsfreien Malerei die Wahrnehmungsprozesse von Farben und deren Wirkung. Fünfzehn Jahre lang arbeitete sie mit selbst angemischten Eitempera–Farben, die sie auf großflächigen Leinwänden vermalte. Dabei stellte sie häufig zwei Farben einander gegenüber, die sich durch lasierenden Pinselauftrag teilweise überlagerten. Seit dem Jahr 2000 verwendet Desgranges Aluminiumplatten als Bildträger, da sie die Farbe nicht aufsaugen wie etwa Leinwand, sondern sie rein und unverfälscht wiedergeben. Stellenweise werden sie aufgeraut oder ohne Farbe belassen, so dass sie die Raumumgebung und den Betrachter schemenhaft reflektieren. Die dünnen Aluminiumplatten werden entweder direkt auf die Wand montiert oder heben sich durch eine Unterkonstruktion von der Wand ab. Desgranges verwendet bis zu 35 cm breite Pinsel, und auch Rakel, mit denen sie die dünnflüssige Farbe aufträgt.
Die Bemalung der Aluminiumplatten erfolgt rein intuitiv, die Farbauswahl und die Art des Farbauftrages spiegeln die jeweilige Befindlichkeit der Künstlerin wider: „Ich arbeite, wenn nötig, auch beidhändig, mit unterschiedlich breiten Pinseln, die Farbe wird in kurzen oder langen Pinselzügen aufgetragen, dadurch wird das Bild im freien Rhythmus dynamisiert. Dabei kann man häufig nachvollziehen, wo der Pinsel ansetzt oder wo sich verschiedene Pinselzüge kreuzen.“ Durch viele Schichtungen von miteinander verschmelzenden, wässrig aufgetragenen Farben und dem reflektierenden Effekt des Bildträgers entsteht so der Eindruck eines „dynamischen Farbraumerlebnisses“.

### Zeitstreifen
Zeit spielt im Werk von Claudia Desgranges eine entscheidende Rolle. Sie wird sichtbar in der Rhythmik des Farbauftrages und den Verwischungen der dünnflüssigen Farben, die ineinanderfließen: „Es geht um das Flüchtige in Desgranges’ Bildern. Nicht darum, es einzufangen, sondern die Flüchtigkeit und das Zerrinnen von Zeit an sich darzustellen.“ Besonders deutlich wird dies in der 2003 begonnenen Werkreihe der „Zeitstreifen“. Bis zu 2,50 Meter lange, schmale Aluminiumplatten werden von der Künstlerin bemalt, indem sie Farbstreifen vertikal auf die Platten setzt und diese horizontal verwischt. Die verwendeten Farben entwickeln sich von Rot zu Gelb, Blau, Grün zur Bildkante hin und erzeugen zusammen mit dem Bildträger den Eindruck eines „Farbnebels“, der das Bild umgibt: „Wie in einem Vorbeirauschen erleben wir die Bilder der Künstlerin im Raum und sind versucht, fast atemlos die einzelnen Bildobjekte festzuhalten.“ (Gabriele Uelsberg: Chromographische Malerei In: Zeitstreifen, 2004)

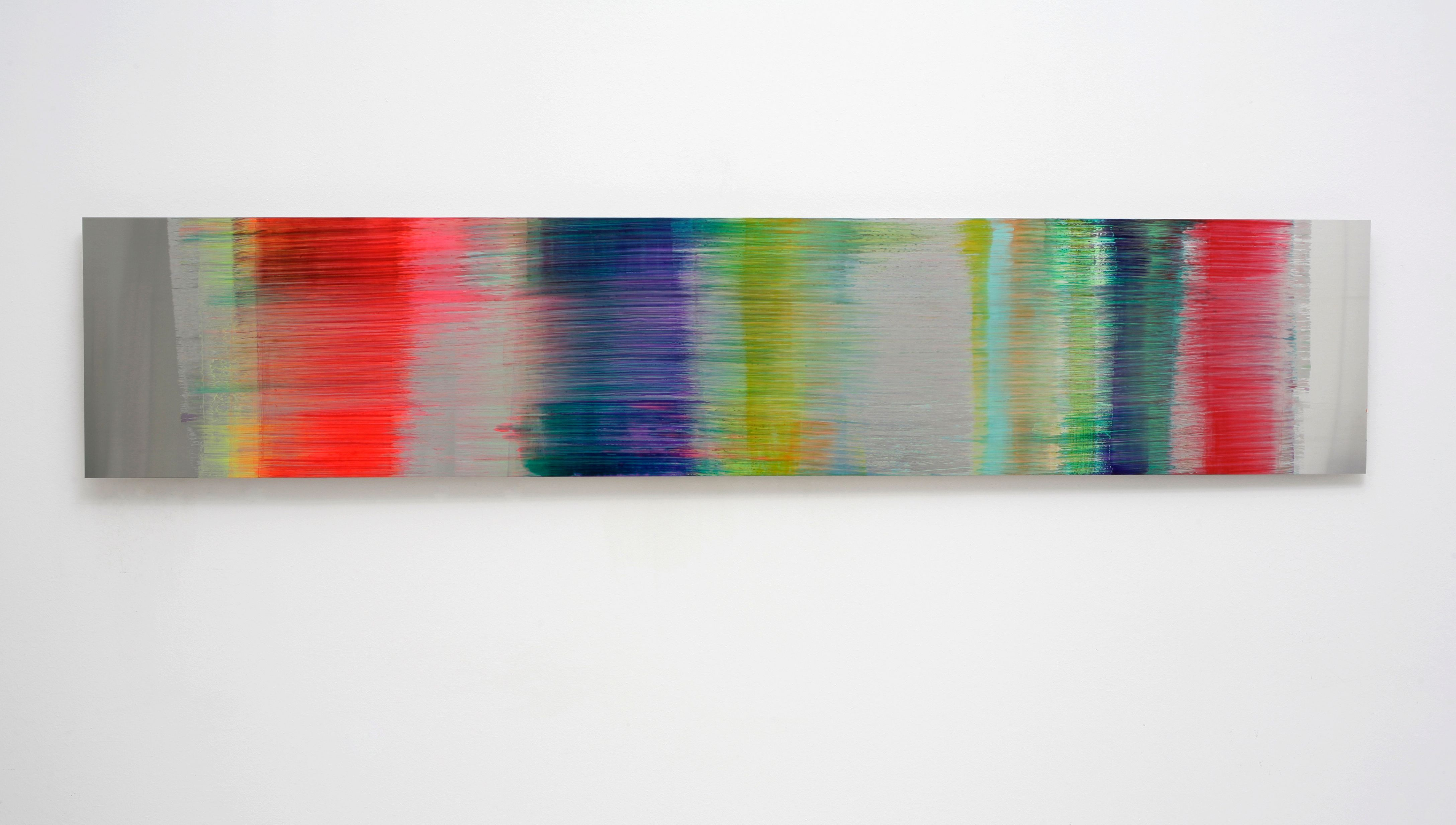
Zeitstreifen Red, Acryl auf Aluminium, 2015, 50 × 250 cm
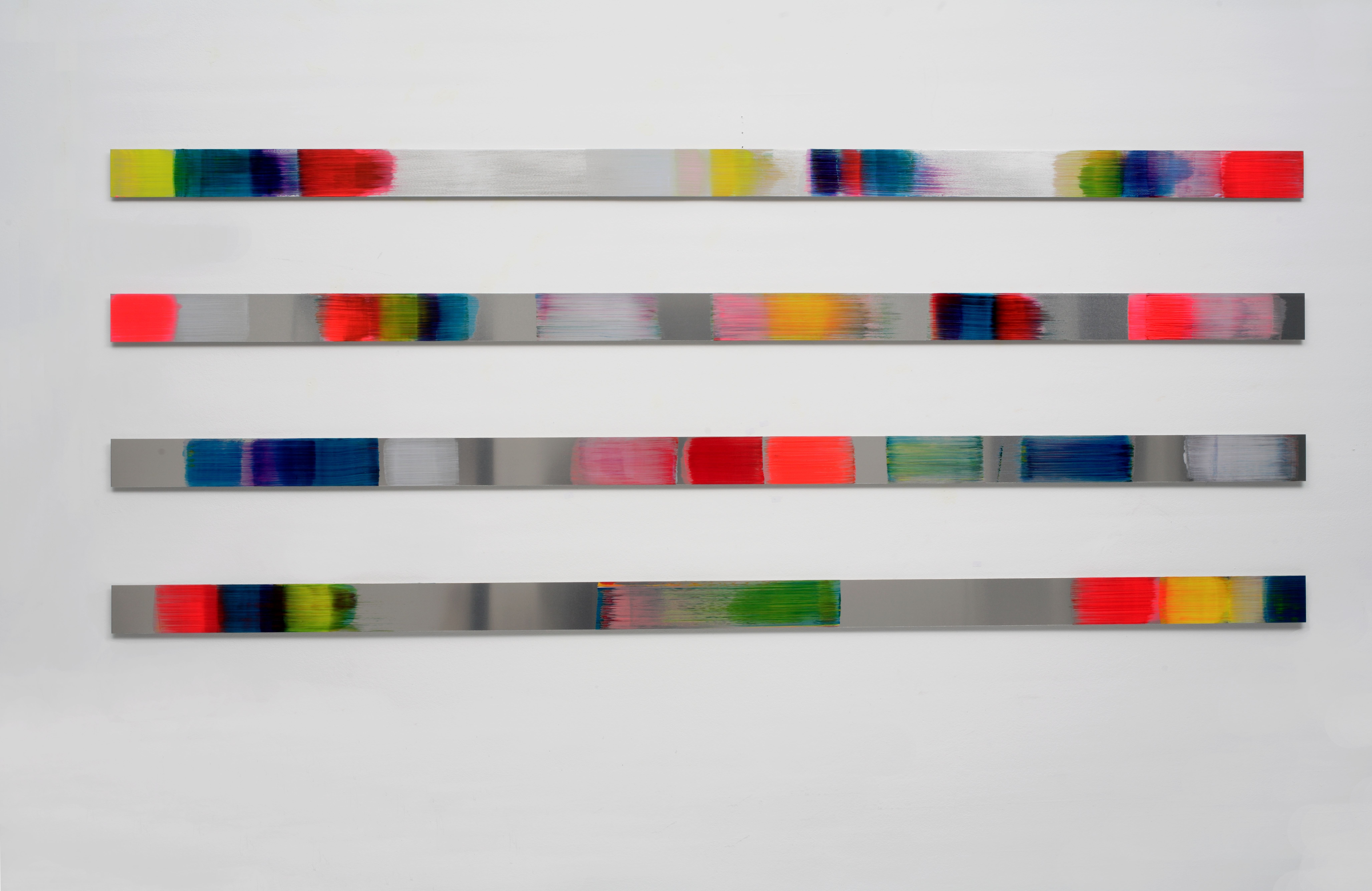
Zeitstreifen Wo es anfängt und auf jeden Fall aufhört, Acryl auf Aluminium, 2006, je 15 × 250 cm, insgesamt ca. 140 × 250 cm
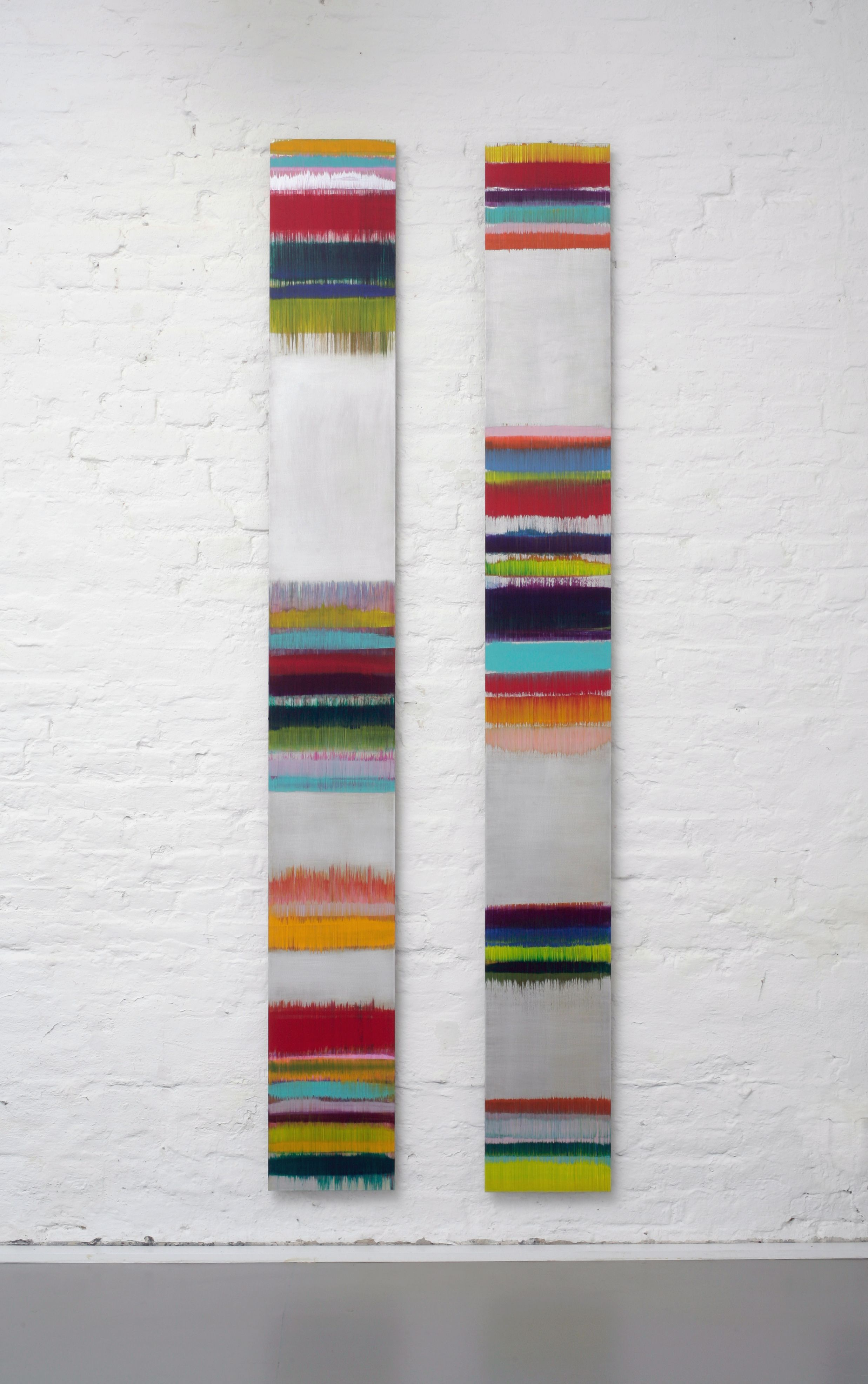
Zeitstreifen Chroma, Acryl auf Aluminium, 2015 zweiteilig je 250 × 30 cm

### Farbtagebücher
Seit 1990 beendet Claudia Desgranges ihren Arbeitstag damit, dass sie, bevor sie die Pinsel auswäscht, die zuletzt an diesem Tag verwendeten Farben in einem sogenannten „Farbtagebuch“ auf einer Doppelseite ausstreicht. Zum ersten Mal wurden sie 2009 im Museum Burg Wissem in Troisdorf ausgestellt. Mittlerweile gibt es über 70 dieser Tagebücher. Sie dienen der Künstlerin nicht nur zur Selbstreflexion ihrer malerischen Studien, sondern werden auch in manchen Ausstellungen ihrer Kunstwerke gezeigt, so dass der Betrachter einen umfassenden Einblick in ihr Werk bekommen kann. Da man die Farbtagebücher wie echte Bücher durchblättern kann, entsteht der Eindruck eines „Daumenkinos“, das die auf den Seiten dargestellten Farbeindrücke in Bewegung bringt.
In dieser Ausstellung verwendete Desgranges zum ersten Mal Diaprojektion und Video als Teil der Inszenierung. So hatte sie Seiten aus verschiedenen Farbtagebüchern fotografiert und diese als Diaprojektion an die Wand projiziert. Zusätzlich lief ein kurzer Film, der städtische Szenen zeigte: „Durch das Nebeneinander von Film und Bildern sieht man, wie Erinnerungen und Eindrücke in meine Malerei einfließen. Erscheinungen der Wirklichkeit finden in den Bildern in abstrakter Form ihren Ausdruck. Der Film steht für das Depot im Kopf, aus dem ich schöpfe.“ Auch in weiteren Ausstellungen so u. a in der räumlichen Installation „Kunst und Wohnen“ (2010 in Bonn) und in der Werkschau „Update“ (2014 in verschiedenen Museen) spielt Desgranges mit den Wahrnehmungsebenen und setzt Video und Projektionen ein.

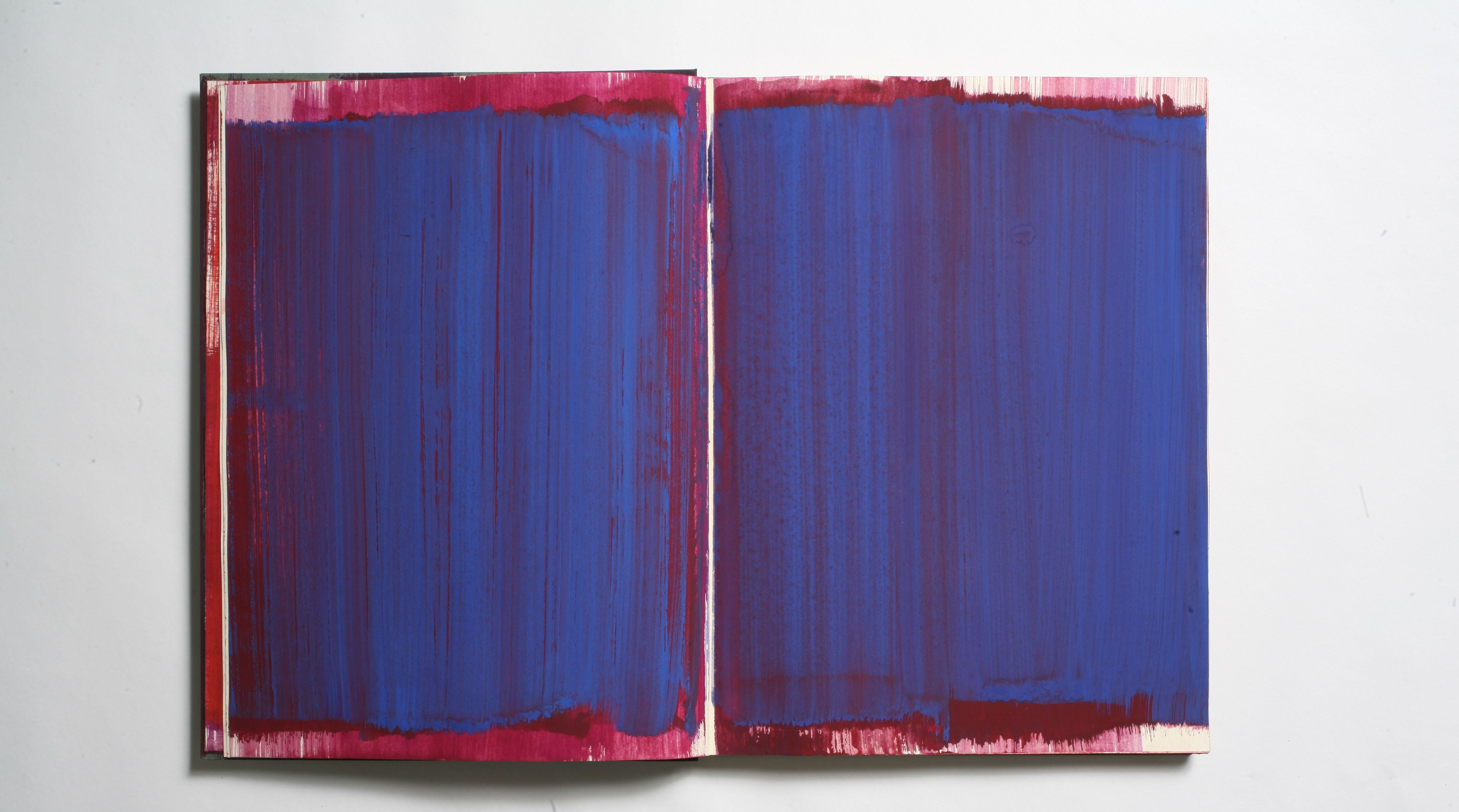
Farbtagebuch Buch 02, 1994 Eitempera auf Papier 35,7 × 26,3 cm
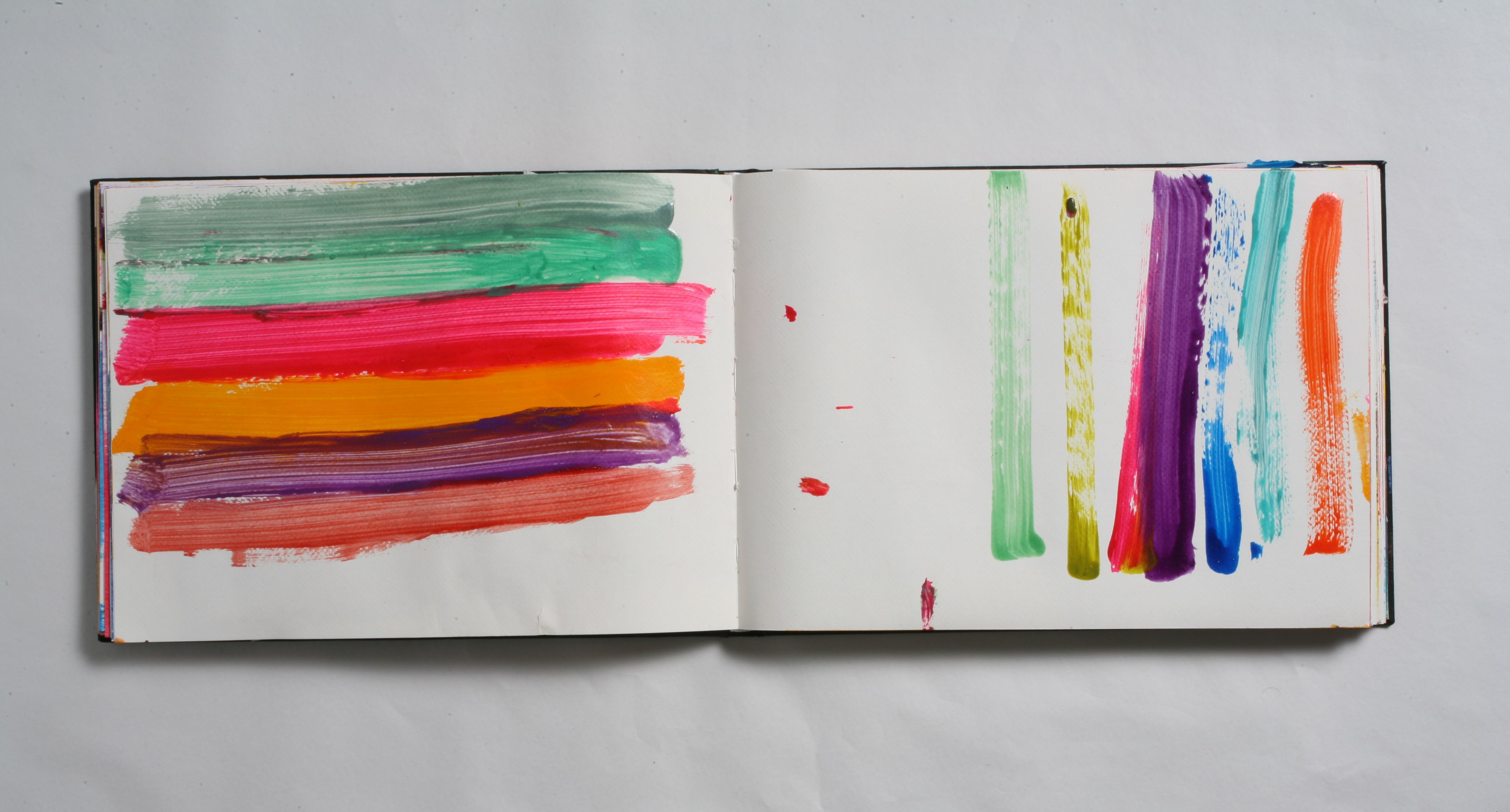
Farbtagebuch Buch 44, 2008 Acryl auf Bütten 25 × 34 cm
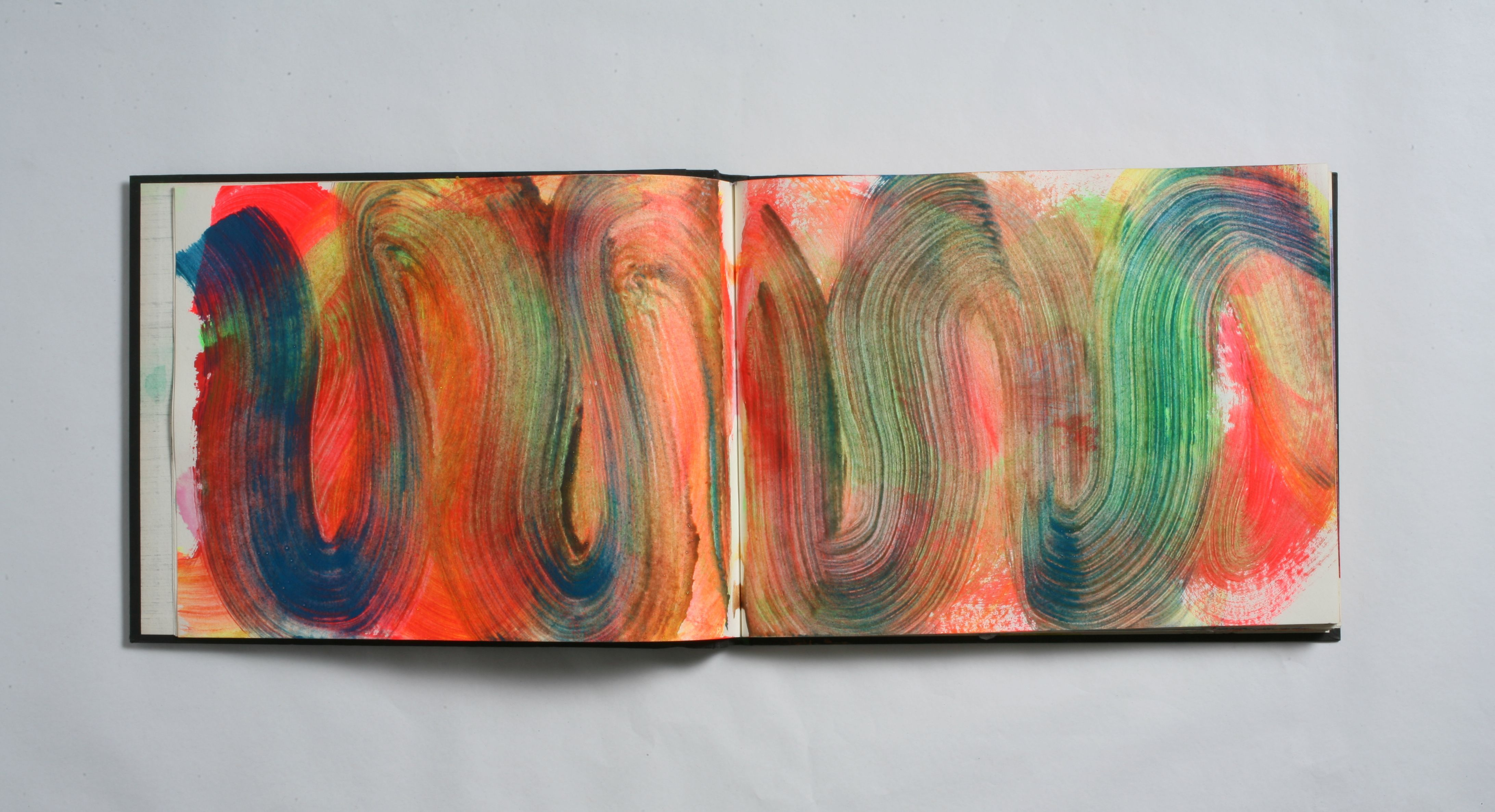
Farbtagebuch Buch 38, 2006 Acryl auf Bütten 25,5 × 33 cm

### Composite Paintings
In der Ausstellung „Update“ von 2014 zeigt Desgranges zum ersten Mal ihre „Composite Paintings“ (in Deutsch: „Zusammengesetzte Bilder“), die einen neuen Abschnitt in ihrer künstlerischen Entwicklung darstellen. Sie kombiniert einzelne Werke zu einer neuen Gesamtkomposition und setzt dabei starke Gegensätze miteinander in Beziehung. Ruhige Werke kontrastieren mit sehr bewegt wirkenden Bildern, matte Oberflächen mit glänzenden, beinah monochrome Flächen treffen auf einen leuchtenden Farbenmix. Meist bestehen die „Composite Paintings“ aus zwei oder drei unterschiedlichen Elementen, zum Teil sowohl horizontal als auch vertikal angelegt, die in verschiedenem Abstand zur Wand hängen, mit dem Effekt, dass sie sich gegenseitig überlagern. In der Gegenüberstellung dieser unterschiedlichen Elemente fordert Desegranges den Betrachter zu neuen Erfahrungen heraus: „Ich möchte verschiedene Wahrnehmungsebenen zusammenführen, führe unterschiedliche Materialien zusammen. Nicht das Versinken in einem Bild ist das Ziel, das Auge soll umherwandern.“

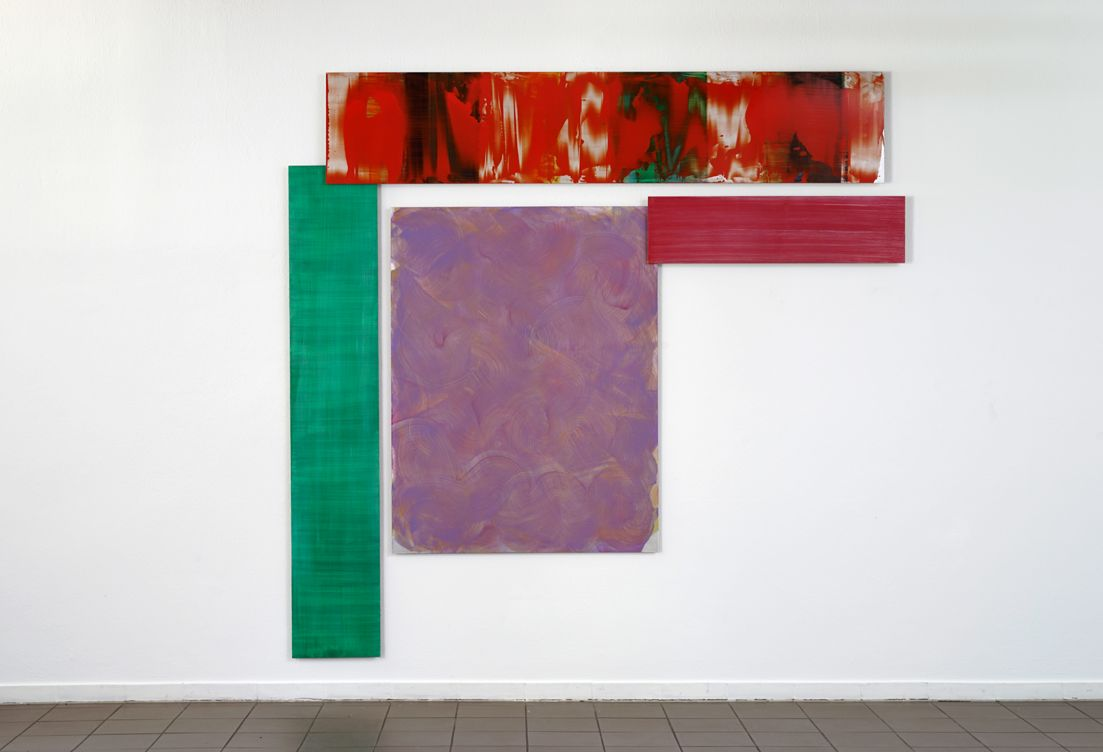
Installation Composite Paintings, Munich Painting # 3, 2019, Acryl auf Aluminium, 265 × 270 cm
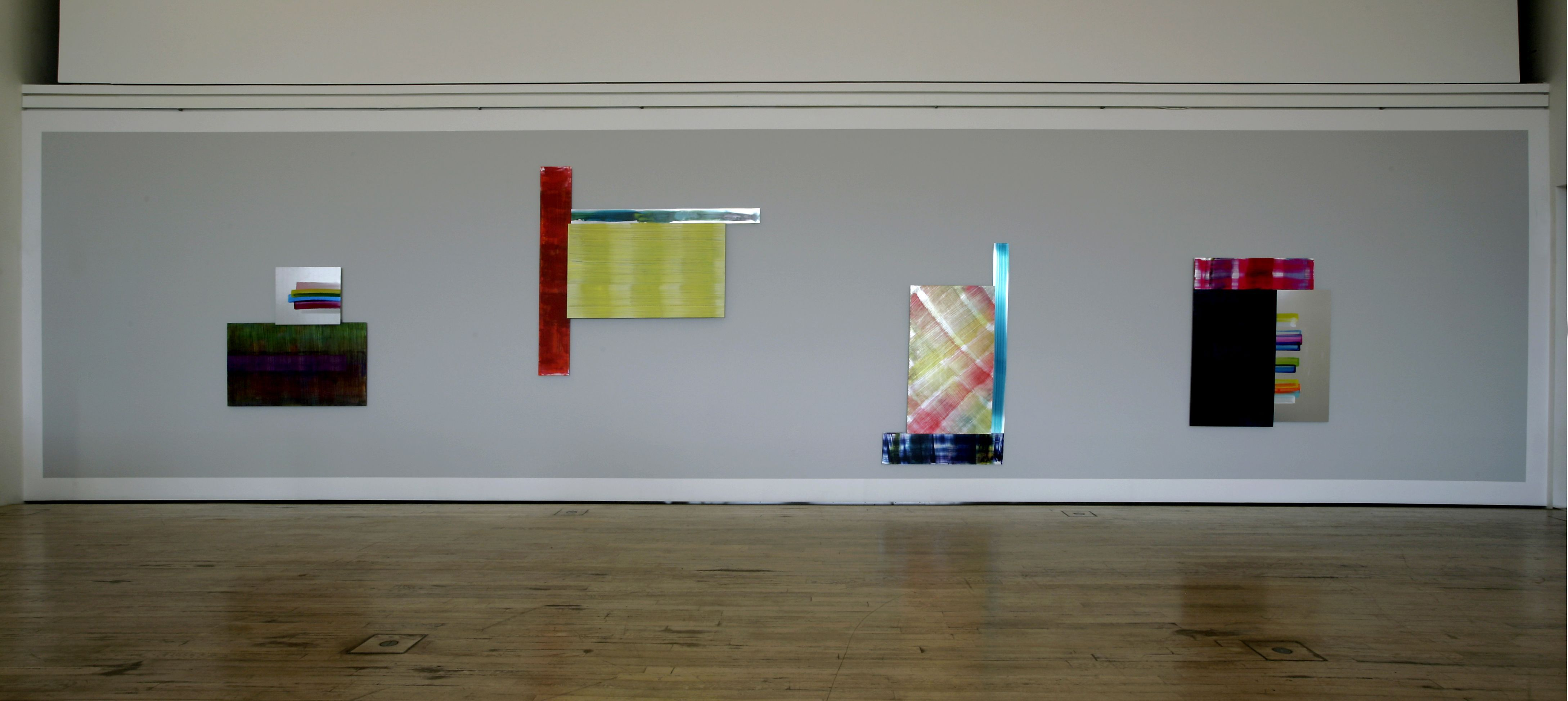
Installation Composite Paintings, Rheinisches Landesmuseum Bonn, 2014, Acryl auf Aluminium
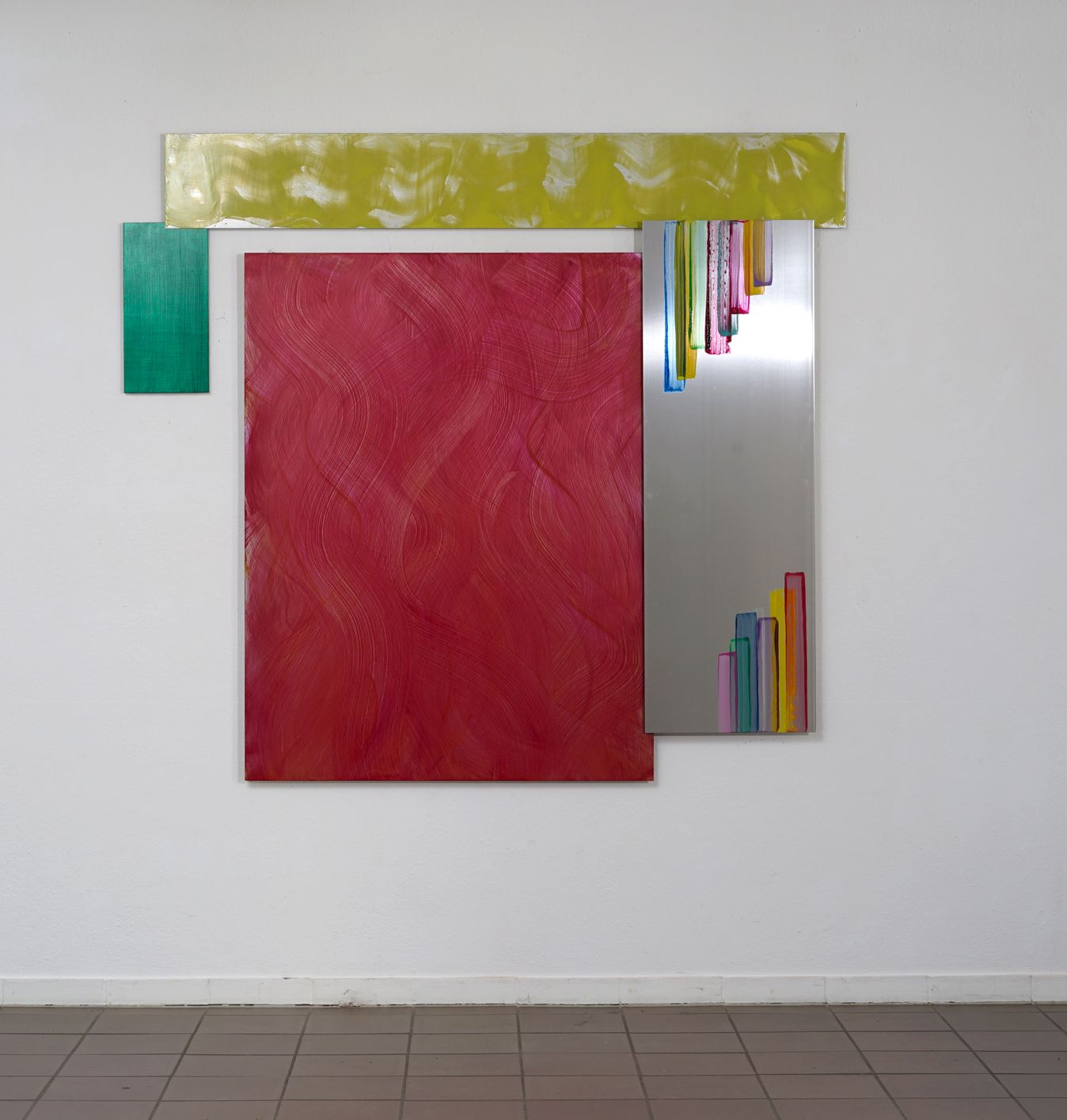
Installation Composite Paintings, Munich Painting # 2, 2019, Acryl auf Aluminium, 190 × 230 cm

## Einzelausstellungen (Auswahl)
- 1997: Soforouge/Permanentrot,[18] FUHRWERKSWAAGE Kunstraum, Köln
- 2003: Malstücke und neue Bilder, Galerie Michael Schneider, Bonn
- 2004: Zeitstreifen,[19] Clemens-Sels-Museum Neuss (16. Mai bis 4. Juli 2004), Stadtmuseum Siegburg (20. Juli bis 4. September 2004), und Kunstmuseum Alte Post (9. September bis 17. Oktober 2004), Mülheim; Kunst aus Nordrhein-Westfalen (22. Januar bis 6. März 2005), Aachen–Kornelimünster
- 2006: Ask the Angels,[20] Artothek Köln
- 2009: Farbtagebücher,[21] Museum Burg Wissem, Troisdorf
- 2011: Claudia Desgranges,[22] Galerie Ulrich Mueller, Köln
- 2014: Update, Rheinisches Landesmuseum Bonn (9. April bis 1. Juni 2014), Bonn; Museum Liner (31. August 2014 bis 14. Dezember 2014), Appenzell, Schweiz; Stadtmuseum Beckum (2. Oktober bis 15. November 2015), Beckum
- 2015: Unplugged,[23] Galerie Graf & Schelble, Basel, Schweiz
- 2018: Claudia Desgranges: Colour in motion,[24] Galerie Floss & Schultz, Köln
- 2019: Zeitstreifen + Composite Paintings,[25] Kunstverein Leverkusen Schloss Morsbroich e. V., Leverkusen
- 2022: Claudia Desgranges: Composite Paintings,[26] Galerie Kautsch, Michelstadt
- 2023: Claudia Desgranges: State of Play,[27] Galerie Gilla Loercher, Berlin
- 2023: Claudia Desgranges: Zoom in – Zoom out,[28] Galerie Frank Schlage, Essen
- 2023: Claudia Desgranges: Der Blick zurück nach vorne,[29] Galerie Floss & Schultz, Köln
- 2024: Couleurs de Cologne und Installation Color Energy,[30] Bartning-Kultur-Kapelle in Stockum am Berghaus, Sundern

## Ausstellungsbeteiligungen (Auswahl)
- 2000: Farbzeit: Identität und Ambivalenz,[31] Verein für aktuelle Kunst Ruhrgebiet e. V., Oberhausen
- 2002: Colour, a life of its own,[32] Mücsarnok Kunsthalle Budapest, Budapest, Ungarn
- 2003: Seeing Red: Contemporary Nonobjective Painting,[33] Hunter College, New York, USA
- 2004: Farbe als Farbe,[34] Osthaus Museum Hagen (20. April bis 30. Mai 2004), Hagen und Museum Ostwall (29. August bis 17. Oktober 2004), Dortmund
- 2007: Ausstellung der Nominierten zum Gabriele Münter Preis 2007,[35] Martin-Gropius-Bau, Berlin
- 2009: Six Years McBride Fine Art,[36] McBride Fine Art, Antwerpen, Belgien
- 2008: NOW! Museum Katharinenhof, Kranenburg
- 2012: Re:Set,[37] Arti et Amicitiae, Amsterdam, Niederlande
- 2013: Lebendiges Grau,[38][39] Mies van der Rohe Haus, Berlin
- 2013: Re:Set,[40] (bis 9. September 2013), Kunstmuseum Celle
- 2014: Re:Set: Malerei im digitalen Zeitalter,[41][42] Kunsthalle Recklinghausen (9. Februar bis 13. April 2014) und Kunstmuseum Heidenheim (10. Mai bis 6. Juli 2014)
- 2015: Re:Set,[43] Clemens Sels Museum Neuss, Neuss
- 2015: Farbdinge – Farbräume,[44] Richard–Werner–Dr.Carl Dörken Stiftung, Herdecke
- 2016: Timelines,[45] Kunstverein Ludwigshafen und Port25 – Raum für Gegenwartskunst, Mannheim
- 2017: Deutsche Forschung,[46] Fabula Fine Art, Ferrara, Italien
- 2017: Claudia Desgranges: Il colore trascinato, la luce dilatata,[47] Five Gallery, Lugano, Schweiz
- 2018: # Farbe,[48] (Landesmuseum Bonn;Museum), Galerie Frank Schlag & Cie, Essen
- 2019: Color Codes,[49] Galerie der Künstler, München
- 2019: Embodying Colour V,[50]  Sammlung Schroth im Museum–Wilhelm-Morgner, Soest
- 2022: New York Connection,[51] Galerie Floss & Schultz, Köln
- 2023/2024: Hommage an Hans Vetter,[52] Kunstraum 21, Bonn

## Werke in öffentlichen Sammlungen (Auswahl)
- Artothek Köln,[53]
- Clemens Sels Museum Neuss[54]
- Daimler Art Collection,[55] Stuttgart
- Kunstmuseum Appenzell
- Kunst aus Nordrhein-Westfalen
- Kunst- und Museumsbibliothek Köln[56]
- Museum Katharinenhof, Kranenburg
- Museum Ludwig, Köln
- Museum Ostwall, Dortmund
- Museum Pfalzgalerie Kaiserslautern
- Osthaus Museum Hagen, Hagen
- Rheinisches Landesmuseum Bonn
- Stadtmuseum Siegburg